# Chorągiew piesza prywatna Andrzeja Lipskiego

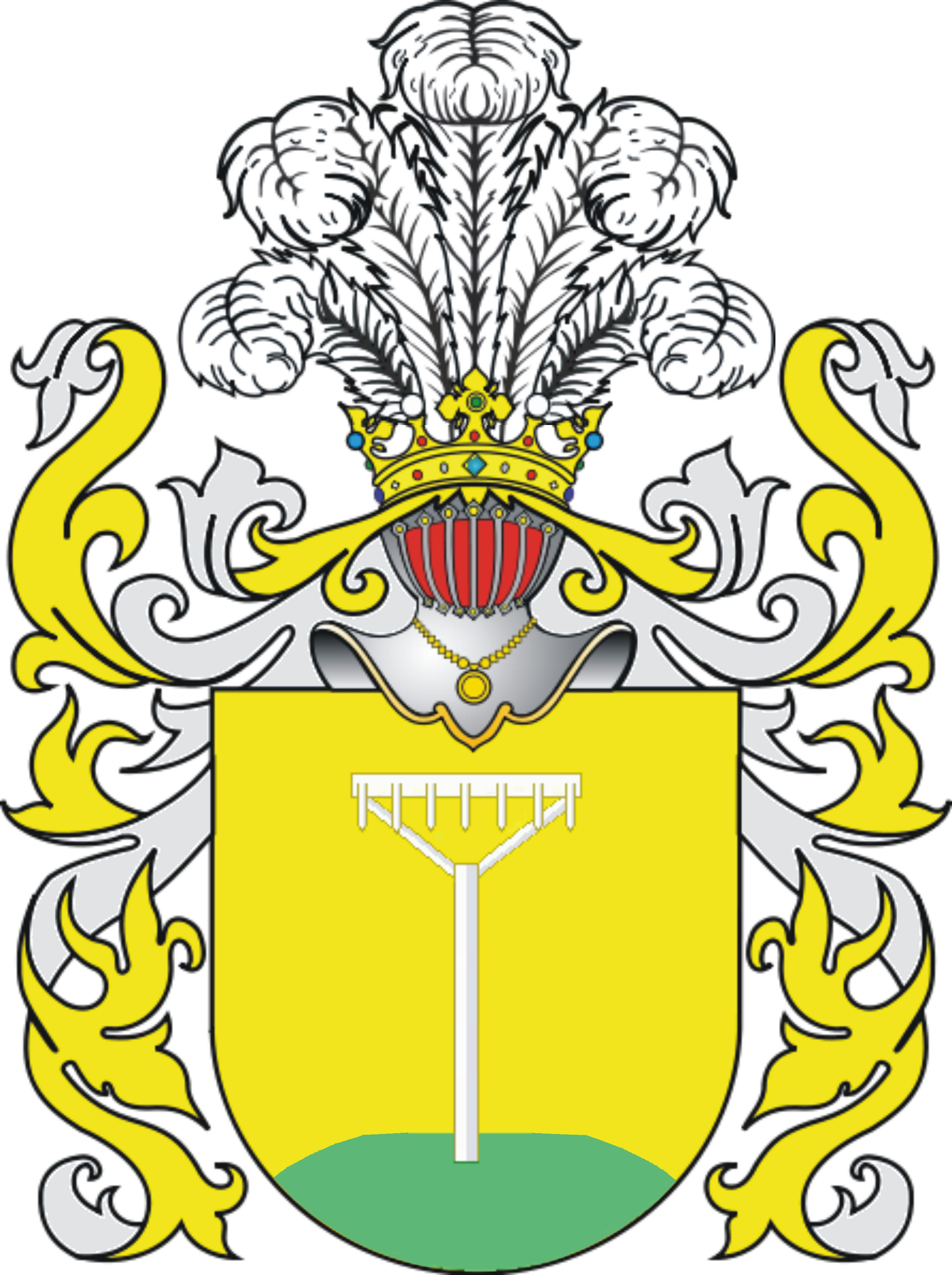
Herb biskupa Andrzeja Lipskiego – Grabie

Chorągiew piesza prywatna Andrzeja Lipskiego – prywatna chorągiew piesza koronna I połowy XVII wieku, okresu wojen ze Szwedami i Rosją. Była to chorągiew autoramentu polskiego.
Szefem tej chorągwi był biskup kujawski, Andrzej Lipski herbu Grabie. Chorągiew wzięła udział w wojnie polsko-szwedzkiej 1626–1629.